# 白俄羅斯內務部
白俄罗斯内務部是白俄羅斯政府负责白俄罗斯内部事务的机构。该部还负责保障建筑物和官员的安全。白俄羅斯总统卫队等组织都在该部的控制之下。清理地雷是该部的任务之一。
下属部门有GUBOPiK。